# 格林內爾鎮區 (堪薩斯州戈夫縣)
格林內爾鎮區（英語：Grinnell Township）為美國堪薩斯州戈夫縣轄下的鎮區。2010年美国人口普查中此鎮區人口有399人。

## 地理
格林內爾鎮區涵蓋總面積為320.1平方（123.60平方英里），其中陸地面積為320.0平方（123.54平方英里），水域面積為0.16平方（0.06平方英里）或0.05%。海拔高度888（2,913英尺）。

## 人口統計
根據2010年美國人口普查，格林內爾鎮區人口有399人，其中男性有206人，女性有193人，人口密度為每平方公里1.25人，住房計224戶。鎮區內的白人有393人，非裔美國人有2人，美洲原住民有0人，亞裔美國人有0人，太平洋島裔美國人有0人，其他種族有3人，混血種族則有1人。此外鎮區內有6人為西班牙裔或拉丁裔美國人。此鎮區之年齡中位數為50.9歲，而男性年齡中位數為50.7歲，女性年齡中位數為51.2歲。

## 交通

### 主要公路
- 70號州際公路
- 40號美國國道